# براندون فاهي
براندون فاهي (بالإنجليزية: Brandon Fahey)‏ هو لاعب كرة قاعدة أمريكي، ولد في 18 يناير 1981 في دالاس في الولايات المتحدة.

## وصلات خارجية
- براندون فاهي على موقع دوري كرة القاعدة الرئيسي (الإنجليزية)
- براندون فاهي على موقعبيزبول رفرنس.كوم (الدوري الرئيسي) (الإنجليزية)
- براندون فاهي على موقعبيزبول رفرنس.كوم (الدوري الثانوي) (الإنجليزية)
- براندون فاهي على موقع إي إس بي إن.كوم (أم.أل.بي) (الإنجليزية)
- براندون فاهي على موقع مشجعي الرسوم البيانية (الإنجليزية)